# 環境哲學 (學術期刊)
《環境哲學》（Environmental Philosophy）是一份2004年起由哲學文件中心發行的學術期刊 。該期刊每半年出版一次，內容以環境哲學為主。現時，期刊的主編是俄勒岡大學的哲學系的Ted Toadvine。

## 資料來源
1. ↑  . Philosophy Documentation Center.   [29 March 2014]. （原始内容存档于2021-04-19）.

## 外部連結
- 官方网站